# Lloyd Espenschied
Lloyd Espenschied (* 27. April 1889 in St. Louis; † 1. Juni 1986) war ein US-amerikanischer Elektrotechniker.
Aufgewachsen ist Espenschied ab 1901 in Brooklyn bei Verwandten seiner Mutter. Nachdem er 1909 am Pratt Institute graduiert hatte, arbeitete er zunächst bei der Telefunken Wireless Telegraph Company, für die er Funksysteme in Schiffen der US Navy installierte. 1910 wechselte er zur Entwicklungsabteilung der AT&T (später Bell), wo er an bespulten Leitungen arbeitete. Um 1915 experimentierte er mit Röhren und Long-distance radio telephone. Im folgenden Jahr testete er eine Funkverbindung zwischen Arlington, Virginia und Pearl Harbor, Hawaii.
1916–18 arbeitete er mit mehreren Kollegen, wie Herman A. Affel an einem Trägerfrequenz-System zwischen Baltimore und Pittsburgh.
1927 erwarb er ein Patent für Quarzfilter als Bandpässe.
Zusammen mit Affel meldete er am 23. Mai 1929 ein Patent für ein Concentric Conducting System (Koaxialkabel mit Frequenzmultiplex) an, das am 8. Dezember 1931 erteilt wurde.
1924 wurde ihm eine Kollisionserkennung für Eisenbahnzüge patentiert. Eine ähnliche Technik wandte er für die Funkhöhenmesser an, die die Western Electric Company ab 1937 produzierte.
Espenschied hielt insgesamt mehr als 130 Patente. Aufgrund seiner vielfältigen Verdienste für die Telekommunikationstechnik wurde ihm 1940 vom Institute of Radio Engineers, einer Vorgängerorganisation des heutigen IEEE, eine Ehrenmedaille (Medal of Honor) verliehen.
Die Firma AT & T teilte im Januar 2008 mit, das ihr von der National Academy of Television Arts & Sciences für die Erfindung des Hochfrequenz-Breitbandkabels durch Lloyd Espenschied im Jahr 1929 im Jahr 2008 der Technology & Engineering Emmy Award verliehen worden sei.